# Tweehuizige amarant
De tweehuizige amarant (Amaranthus palmeri) is een plant uit de Amarantenfamilie (Amaranthaceae), waarvan de naam en de eerste beschrijving in 1877 werden gepubliceerd door Sereno Watson. Hij beschreef de plant aan de hand van herbariummateriaal dat was verzameld door de botanicus Edward Palmer in San Diego County (Californië), en vernoemde de plant naar de verzamelaar.

## Kenmerken
Deze amarant is eenjarig, wordt 30-100 cm hoog en heeft groene bloemen. Het bloemdek is vier of vijfbladig, de bloeiwijze is hoofdzakelijk eindstandig maar ook enkele bladokselstandige deelbloeiwijzen zijn aanwezig. De steelblaadjes zijn ongeveer even lang als de buitenste bloemdekbladen en de bladstelen zijn duidelijk langer dan de bladschijven. Mannelijke planten produceren pollen, vrouwelijke planten zaden. De door de wind verspreide pollen kunnen heftige allergene reacties opwekken. De vruchten vallen niet erg op en zijn eenzadig. Ze springen open.

## Ecologie en verspreiding
De tweehuizige amarant staat op zonnige, warme tot zeer warme, (zeer) droge tot vochtige, goed gedraineerde bodems bestaande uit zand, leem en klei. De plant verdraagt geen schaduw en is hoogst winterhard. De amarant groeit in woestijnen, bermen en akkers, op oevers van waterlopen, op spoorwegterreinen en andere ruderale plaatsen. De soort stamt oorspronkelijk uit het zuidwesten van Noord-Amerika en werd destijds door de Amerikaanse indianen gecultiveerd omdat de plant eetbaar is. Ze is van daaruit verspreid naar andere delen van Noord-Amerika en als verontreiniging in graan, vogelzaad en soja geïntroduceerd in Europa, Azië, Afrika en Australië. De plant gedraagt zich als invasieve soort.

## Verspreiding in Nederland
In Nederland is de tweehuizige amarant tot nu toe slechts twee maal gevonden, voor het laatst op een overslagterrein in 2002.

## Gebruik
De bladeren, stengels en zaden van de tweehuizige amarant zijn eetbaar. De plant is duizenden jaren verbouwd als bladgroente, maar tegenwoordig is verbouw op grote schaal niet meer rendabel. Bovendien kan de tweehuizige amarant net als spinazie nitraten opnemen en daardoor giftig worden. De concentraties nitraat kunnen zo hoog zijn dat ze niet alleen voor vee, maar ook voor mensen gevaarlijk zijn. De zaden kunnen rauw of gekookt gegeten worden.
... · 
A. albus (Witte amarant) · 
A. blitoides (Nerfamarant) · 
A. blitum (Kleine majer) · 
A. caudatus (Kattenstaartamarant) · 
A. deflexus (Liggende majer) · 
A. graecizans (Afrikaanse amarant) · 
A. hybridus · 
A. hybridus subsp. bouchonii (Franse amarant) · 
A. hybridus subsp. hybridus (Basterdamarant) · 
A. hypochondriacus · 
A. palmeri (Tweehuizige amarant) · 
A. retroflexus (Papegaaienkruid) · 
A. rudis (Oeveramarant) · 
A. standleyanus (Argentijnse amarant) · 
...